# Over (End of the Worldの曲)
『Over』（オーヴァー）は、日本のバンド・SEKAI NO OWARIの海外プロジェクト・End of the Worldの4作目の配信デジタルシングルである。

## 概要
- 前作『Lost』から約1年ぶりのシングル。
- 日本時間2020年7月6日22時頃、End of the Worldの公式Instagram[1]やTwitter[2]、Facebook[3]にてリリースが告知された。
- 同年7月10日の曲の配信開始と同時にApple Musicではリリックビデオが公開されている。
- 同日の日本時間の午前8時、イギリス時間の午前0時（サマータイムなので時差は8時間）にYouTubeにリリックビデオが公開された[4]。
- 同日正午すぎにEnd of the WorldとR3HABによる対談映像が公開[5]。
- 2020年7月31日、オリジナルバージョンをリリース。オリジナルバージョンよりも先にリミックスバージョンが配信されたのはEnd of the Worldとしては初めて。
- 2020年8月7日、Shift K3Y Remixをリリース。

## 収録曲
発売日順に記述する。

### Over (feat. Gabrielle Aplin) [R3HAB Remix]
1. Over (feat. Gabrielle Aplin) [R3HAB Remix]  
2020年7月10日発売。オランダのDJ、R3HABによるリミックス。

### Over (feat. Gabrielle Aplin)
1. Over (feat. Gabrielle Aplin) 
2020年7月31日発売。

### Over (feat. Gabrielle Aplin) [Shift K3Y Remix]
1. Over (feat. Gabrielle Aplin) [Shift K3Y Remix]
2020年8月7日発売。イギリスのDJ、Shift K3Yによるリミックス。